# 이스마일 이븐 아흐마드

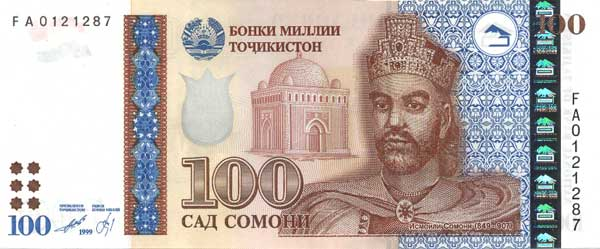

이스마일 이븐 아흐마드(페르시아어: ابو ابراهیم اسماعیل بن احمد, 영어: Isma'il ibn Ahmad, 849년 5월 ~ 907년 11월) 혹은 이스마일 사마니는 사만 왕조의 지배자(아미르)이다. 이스마일은 조로아스터교에서 이슬람교로 개종한 사만 호다의 자손이며, 중앙아시아 타지크족의 선조로 알려져 있다.

## 배경
나스르 1세는 호라즘에 의해 약탈되고 황폐화된 부하라의 점령을 위해 형제인 이스마일을 파견하였다. 부하라의 주민들은 이스마일을 환대하였으며, 이스마일은 이곳을 자신의 거점으로 삼았다. 이후 부하라에서 거둬들인 세금 분배에 대한 의견대립이 형제 사이에 일어났다. 결국 이 싸움에서 이스마일이 승리하긴 하였지만, 이스마일은 아바스 왕조의 칼리파에게 인정받은 나스르를 공식적으로 타도하진 못하고 단지 부하라에 머물렀다. 또한 시스탄지역의 사파르 왕조(en:Saffarids)가 트란스옥시아나를 노리고 있었는데, 이스마일이 나스르를 폐위시키려는 것은 침략의 빌미가 될 수도 있기에 892년에 나스르가 사망할 때까지 이스마일도 나스르를 공식적인 지배자로 인정하고 있었다.

## 집권과 선교활동
나스르의 사후, 이스마일은 케르만, 시스탄, 카불 등의 지역을 통제 아래에 놓이게 함으로써, 사만 왕조의 지배력을 북과 동쪽으로 확산시켰다. 또한 강력한 군대를 조직하고 상업의 발전과 경제의 기틀을 다졌다. 이러한 업적들은 이스마일이 수도로 삼았던 부하라를 이슬람 세력에서 가장 영광스러운 도시 중의 하나라고 여기게 되어, 이에 매료된 많은 학자와 예술가 · 법률가들이 몰려들었다. 페르시아어로 번역된 최초의 꾸란도 이 시기에 완성되었다. 또한 이슬람의 분파인 수니파의 이론도 세련되게 발전하였으며, 많은 모스크와 마드라사(en:Madrasah)가 세워졌다.
이스마일은 집권한 이듬해인 893년에 투르크족 카를록의 수도인 타라즈를 점령했다. 이스마일과 그 이후의 사만 왕조의 지배자들은 3만이 넘는 투르크족의 가구에 이슬람교를 전파하였다. 이스마일은 집권중에 동쪽의 넓은 지역을 예속시켰으며, 그 지역의 다른 지배자를 봉신으로 삼아 국경 내의 영토를 직접 편입하였다. 또한 호라즘의 남부를 아프리기드 왕조(en:Afrigid)가 자주적으로 지배하고 있을 때, 호라즘의 북부는 사만 왕조가 다스렸다. 903년의 원정은 사만 왕조의 국경을 더욱 확장시켰다. 영토의 확장은 인근 투르크족의 습격으로부터 수도를 안정시켰으며, 많은 무슬림 선교사들이 활동영역을 넓히는데 기여하였다.

## 정복전쟁
아바스 왕조의 칼리파로부터 사만 왕조의 독립을 승인 받은 형제 나스르 1세가 사망하자, 이스마일은 칼리파의 승인을 얻지 못하고 비공식적으로 부하라를 통치하고 있었다. 그 결과, 사파르 왕조의 라이스(en:Amr-i Laith Saffari)는 트란스옥시아나 지역의 권리를 아바스 왕조의 칼리파 알무타디드(Al-Mu'tadid)에게 요청했다. 한편 알무타디드는 이스마일에게 편지를 보내 칼리파의 왕위를 찬탈한 것으로 여겨지는 라이스와 싸울 것을 강요했다. 편지에 의하면, 칼리파는 호라산 제국(en:Greater Khorasan)의 정당한 지배자로서 이스마일이 군림하기를 원했다. 이 편지는 이스마일에게 사파르 왕조에 맞서 싸우는 결심을 하게 하였다.
900년의 봄, 아프가니스탄 북부의 발흐지역에서 첫 충돌이 일어났다. 이 전투에서 이스마일의 2만의 기병은 사파르의 7만의 기사들에 압도되었다. 이스마일의 기병은 다수가 나무로 만든 등자에 일부는 방패나 창을 장비하지 못한 상태였던 반면, 라이스의 기사들은 충분히 잘 무장한 상태였다. 그럼에도 라이스는 그의 병사들 몇 명과 같이 사로잡혀 이스마일의 앞으로 끌려가게 되었다. 이스마일은 라이스의 몸값을 사파르 왕조에게 요구하였지만 이내 거절당했다. 그리하여 이스마일은 라이스의 행위를 지긋지긋하게 여긴 칼리파에게 그를 인도했으며, 이 사건 이후 이스마일은 이스파한과 레이, 타바리스탄의 권리를 부여받았다.
그 후 이스마일은 칼리파의 승인을 얻고 아라비드 왕조(en:Alavids)가 다스리는 타바리스탄에 군대를 보내기로 했다. 이스마일의 군대는 아라비드 왕조를 물리쳤으나, 그곳에서 부하 장군인 무함마드 이븐 하룬(Muhammad ibn Harun)이 반란을 일으켰다. 이스마일은 901년에 타바리스탄에 군대를 보내 무함마드를 다이람(Dailam) 지역으로 쫓아보냈다.
이스마일이 칼리파에게 선물을 지속적으로 보낸 것은 관습적인 것으로, 세금이나 조공을 바치지는 않았다. 사실상 이스마일은 아미르 보다 높은 호칭을 가지지 못했더라도 이미 독립적인 지배자였다.

## 죽음
이스마일은 긴 투병생활 끝에 907년에 사망했다. 제위는 그의 아들인 아흐마드에게 이어졌으며, 세력을 넓히면서 얻은 전리품과 부는 남김없이 분배되었다.

## 관련 문헌
- R. N. Frye (1975). The Cambridge History of Iran, Volume Four: From the Arab Invasion to the Saljuqs. ISBN 0-521-20093-8

## 같이 보기
- 이스모일소모니봉